# Матушевский, Вячеслав Мечиславович
Вячеслав Мечиславович Матушевский (род. 7 августа 1953) — советский и российский футбольный судья.

## Биография
В 1975 году окончил Иркутский государственный педагогический институт иностранных языков имени Хо Ши Мина.
Судить матчи на уровне команд мастеров начале в середине 1980-х годов. В 1991 году в качестве ассистента провёл три игры в высшей лиге СССР. После распада СССР продолжил судейскую карьеру, в основном работая на матчах низших лиг. В 1993 году работал на матчах высшей лиги России, где провёл 3 матча в качестве ассистента и 3 матча в качестве главного судьи. В высшей лиге он отсудил матчи 15-го тура «Локомотив» Москва — «Локомотив-Спортсмен» (4:1), в котором показал три предупреждения; 20-го тура «Луч» Владивосток — «Океан» Находка (1:0), одно предупреждение; 24-го тура «Локомотив-Спортсмен» — «Спартак» Москва (0:0), два предупреждения. Последний матч на профессиональном уровне провёл 1 апреля 1995 года, отсудив матч 1-го тура первой лиги «Океан» — «Торпедо» Арзамас (2:0), в котором показал два предупреждения.
В 1996 году Матушевский стал генеральным директором футбольного клуба «Звезда» Иркутск. Позже в том же году перешёл на должность начальника команды, которую занимал до 1999 года.